# Eucarta curiosa
Eucarta curiosa là một loài bướm đêm trong họ Noctuidae.